# Głębowice (Osiek)
Głębowice ist ein Dorf mit einem Schulzenamt der Landgemeinde Osiek im Powiat Oświęcimski der Woiwodschaft Kleinpolen in Polen.

## Geographie
Der Ort liegt am Bach Bachórz bzw. Stronik in Wysoczyzna Osiecka, 9 km südwestlich von Zator. Die Nachbarorte sind Osiek im Westen, Polanka Wielka im Norden, Piotrowice im Nordosten, Gierałtowiczki und Gierałtowice im Osten, Wieprz im Südosten, sowie Nidek im Süden.

## Geschichte
Der Ort wurde erstmals urkundlich als die Pfarrei Glambowicz im Peterspfennigregister des Jahres 1326 im Dekanat Zator des Bistums Krakau erwähnt. Der Name ist patronymisch abgeleitet vom Personennamen Głąb bzw. Glob mit typischem westslawischen Suffix -(ow)ice. Später erschien der deutsche Name Gundorf (Glambowicz seu Chundorf, 1328; Glambovicz seu Gundorf, 1346) und Kurt Lück bezeichnete das Dorf als deutsche, mittelalterliche Siedlung. 1527 wurde auch der Name Hlubovice in der tschechischen Schreibweise erwähnt.
Politisch gehörte das Dorf ursprünglich zum Herzogtum Auschwitz, dies bestand ab 1315 in der Zeit des polnischen Partikularismus. Seit 1327 bestand die Lehnsherrschaft des Königreichs Böhmen. Ab dem Jahr 1445 lag das damals als Glambowitcz erwähnte Dorf an der Grenze zum neuen Herzogtum Zator. Im Jahre 1457 wurde es von Polen abgekauft und als Glambowicze erwähnt.
Ab der zweiten Hälfte des 15. Jahrhunderts gehörte das Dorf einer Familie des Wappens Kornicz, die später den Nachnamen zu Głębowski änderte. 1463 verkaufte Michał Głębowski eine Hälfte des Dorfs an die Familie Myszkowski. Die zweite Hälfte gehörte es bis 1493 zu Mikołaj Mikulasz Głębowski Hlubowski. Im 16. Jahrhundert war das Dorf im Besitz der Familie Gierałtowski und wurde zu einem Zentrum des Calvinismus. Die im Jahr 1518 erbaute Kirche wurde in den Jahren 1560 bis 1645 bzw. 1659 zum Sitz einer reformierter Gemeinde und sogar des reformierten Seniorats des Auschwitzer Gebiets.
Bei der Ersten Teilung Polens kam Głębowice 1772 zum neuen Königreich Galizien und Lodomerien des habsburgischen Kaiserreichs (ab 1804). In den Jahren 1826 bis 1939 gehörte Głębowice zu Familie Dunin.
1918, nach dem Ende des Ersten Weltkriegs und dem Zusammenbruch der k.u.k. Monarchie, kam Głębowice zu Polen. Unterbrochen wurde dies nur durch die Besetzung Polens durch die Wehrmacht im Zweiten Weltkrieg. Es gehörte dann zum Landkreis Bielitz im Regierungsbezirk Kattowitz in der Provinz Schlesien (seit 1941 Provinz Oberschlesien). Der selten im 15. Jahrhundert erwähnte Name Hundorf wurde vorläufig wiederhergestellt.
Von 1975 bis 1998 gehörte Głębowice zur Woiwodschaft Bielsko-Biała.
Vor dem Jahr 2002 gehörte es zur Gemeinde Wieprz.

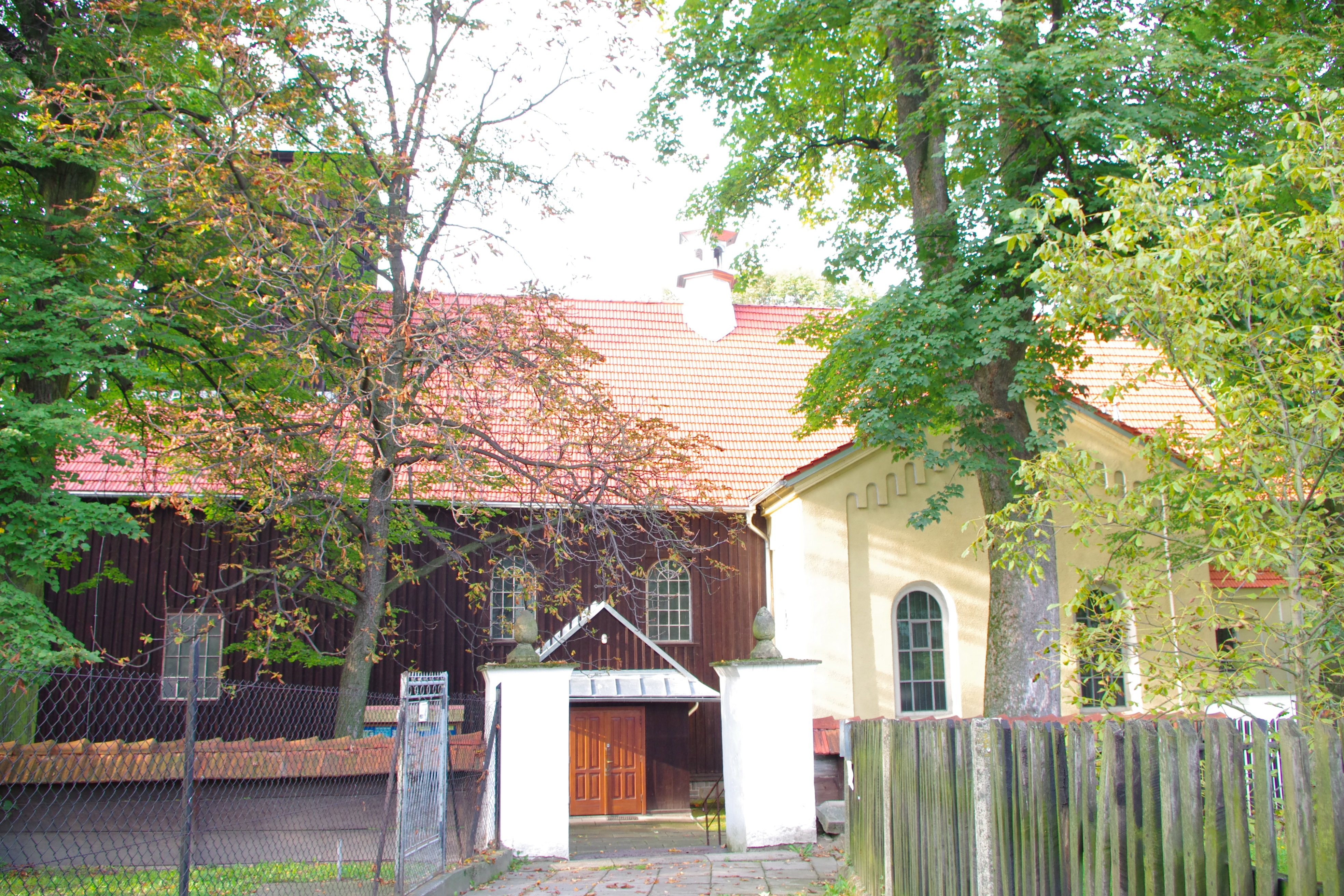
Katholische Kirche
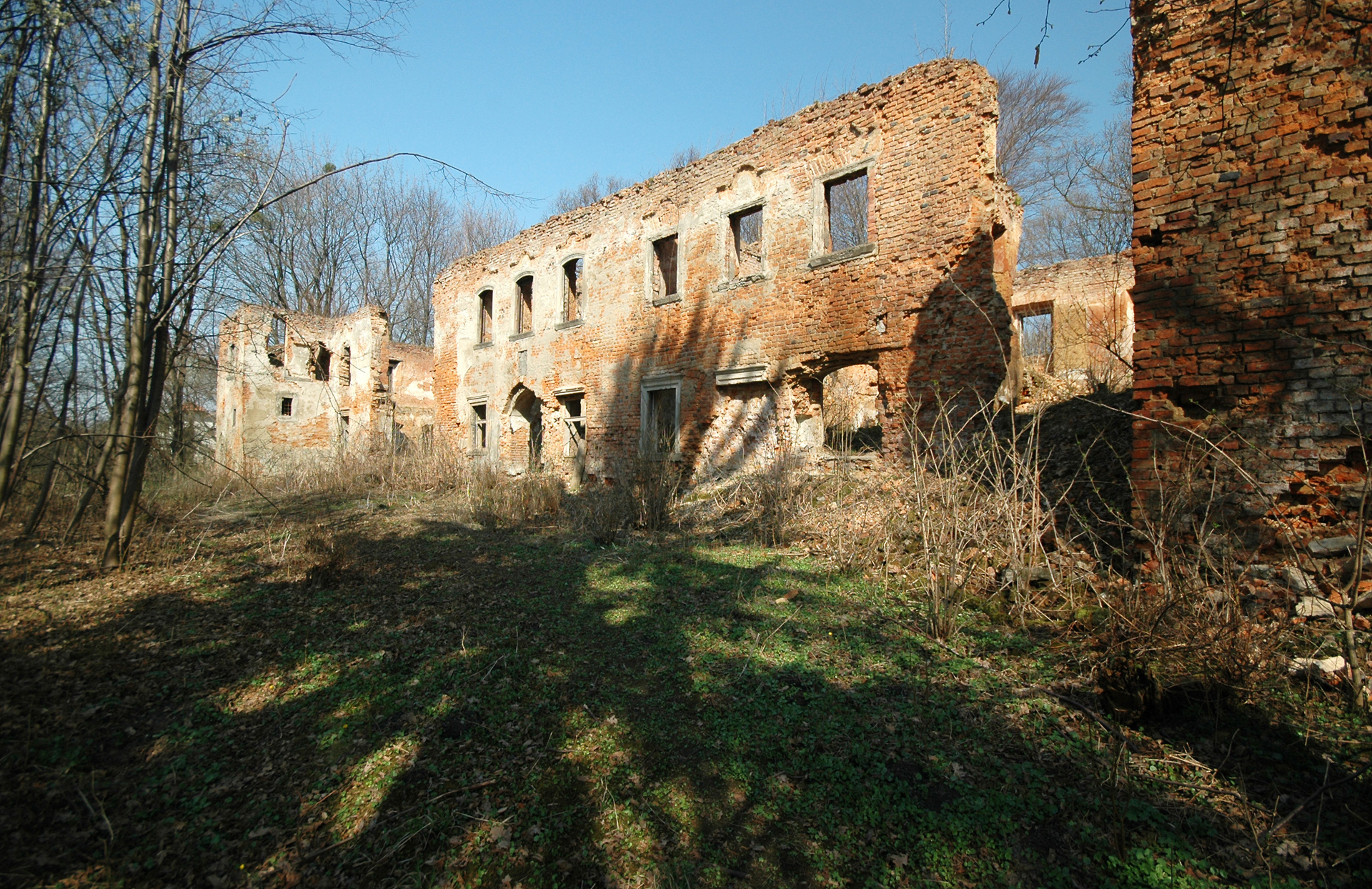
Burgruine